# Kollafjørður

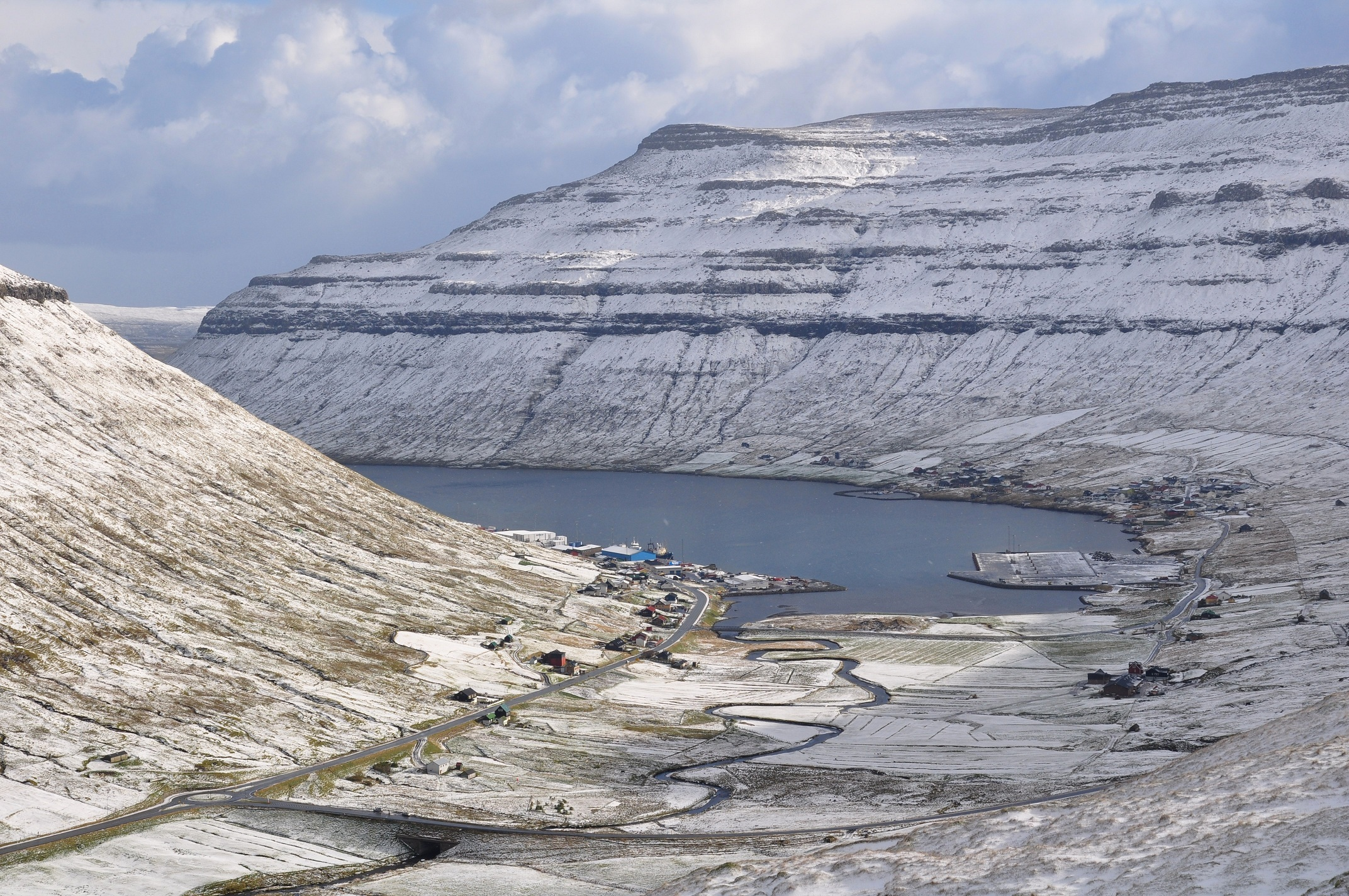
Vue du village et du fjord

Kollafjørður (en danois: Kollefjord) est un village dans les îles Féroé, situé sur l'île de Streymoy. À partir de 2012, le village a une population de 793 habitants. Son code postal est FO 410.
Commune créée en 1913, elle a fusionné en 2001 avec la commune de Tórshavn.

## Démographie
Au début[Quand ?] il n'y avait que quelques habitations jouxtant l'église du village. Cependant, il y a eu une croissance dans la région pour atteindre une population de 900 en 2008, mais par la suite il a été en baisse avec 807 en 2009 et 793 en 2012.

## Économie
En plus de l'industrie de la pêche du village, le village comporte un supermarché, une prise de bois et l'usine de fenêtre Atlanticpane.

## Monuments
L'église du village est une église en bois des îles Féroé typique de 1837. Debout près de la côte, c'est un bâtiment en bois noir goudronné avec un toit de gazon, des fenêtres peintes en blanc, et un petit clocher blanc de l'extrémité ouest de la toiture. À l'intérieur, tout est fait de bois non verni.

## Culture
La fête annuelle du village, la Sundslagsstevna, est célébrée au début du mois de juillet. Jens Christian Djurhuus (1773-1853), qui vivait dans Kollafjørður, a écrit un certain nombre de ballades basées sur les sagas islandaises. Ils sont encore chantés aujourd'hui, en particulier celles concernant Olaf Tryggvason ou la Bataille de Svolder et les ballades de Sigmund et Leif.
- Le poète Tummas Napoléon Djurhuus (1928-1971) est né à Kollafjørður.
- L'auteur Sverri Djurhuus (1920-2003) est lui aussi né à Kollafjørður.

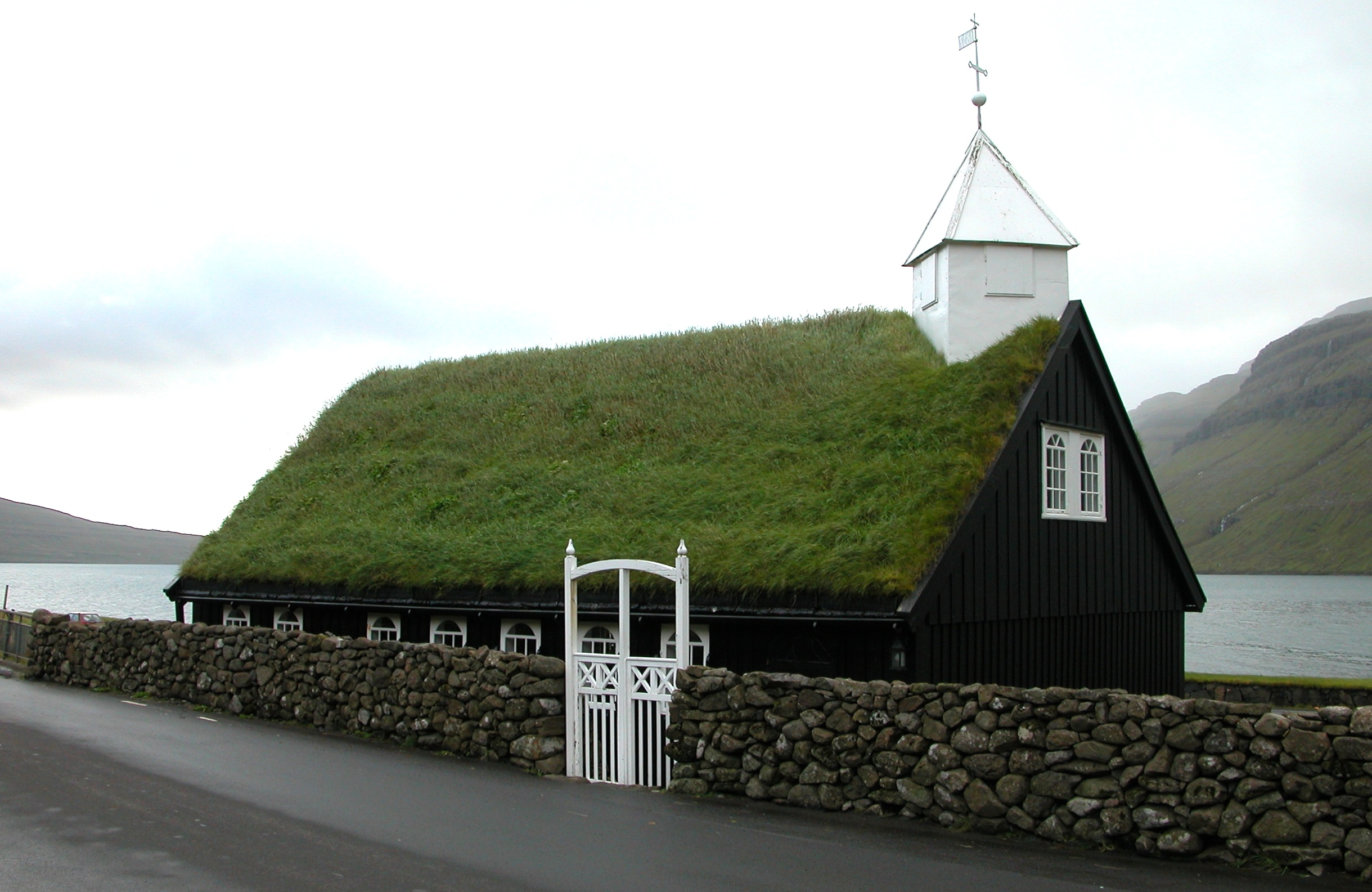
Église du village